# Filipijns boshoen
Het Filipijns boshoen (Megapodius cumingii) is een soort uit de familie der grootpoothoenders (Megapodiidae). De soort komt voornamelijk voor op de Filipijnen en is daarnaast ook aanwezig in de naastgelegen delen van Borneo (Indonesië en Maleisië) en Celebes (Indonesië).

## Kenmerken
Het Filipijns boshoen is een fors lid uit de familie der grootpoothoenders. De beide geslachten zijn moeilijk van elkaar te onderscheiden. De ondersoorten verschillen echter wel van elkaar in kleur. De bovendelen van de ondersoort Megapodius cumingii pusillus zijn afwisselend donkerbruin of olijfkleurig bruin. De kruin is grijs, net als de nekkraag. De borst en buik van de vogel zijn donkergrijs tot bruin. De snavel is donkergeel. De naakte huid op de kop is rozerood, de ogen zijn donkerbruin en de poten grijs. Een juveniel is wat kleiner dan een volwassen exemplaar.
Deze soort wordt, inclusief staart, 35 centimeter en heeft een vleugellengte van 24,5 centimeter.

## Voortplanting
Het hoen heeft de gewoonte om te broeden in nestheuvels. De grootte van de nestheuvels varieert, maar kan een hoogte van anderhalve meter bereiken en een diameter van 3 à 4 meter. Een legsel bestaat meestal uit ca. 5 eieren.

## Ondersoorten en verspreiding

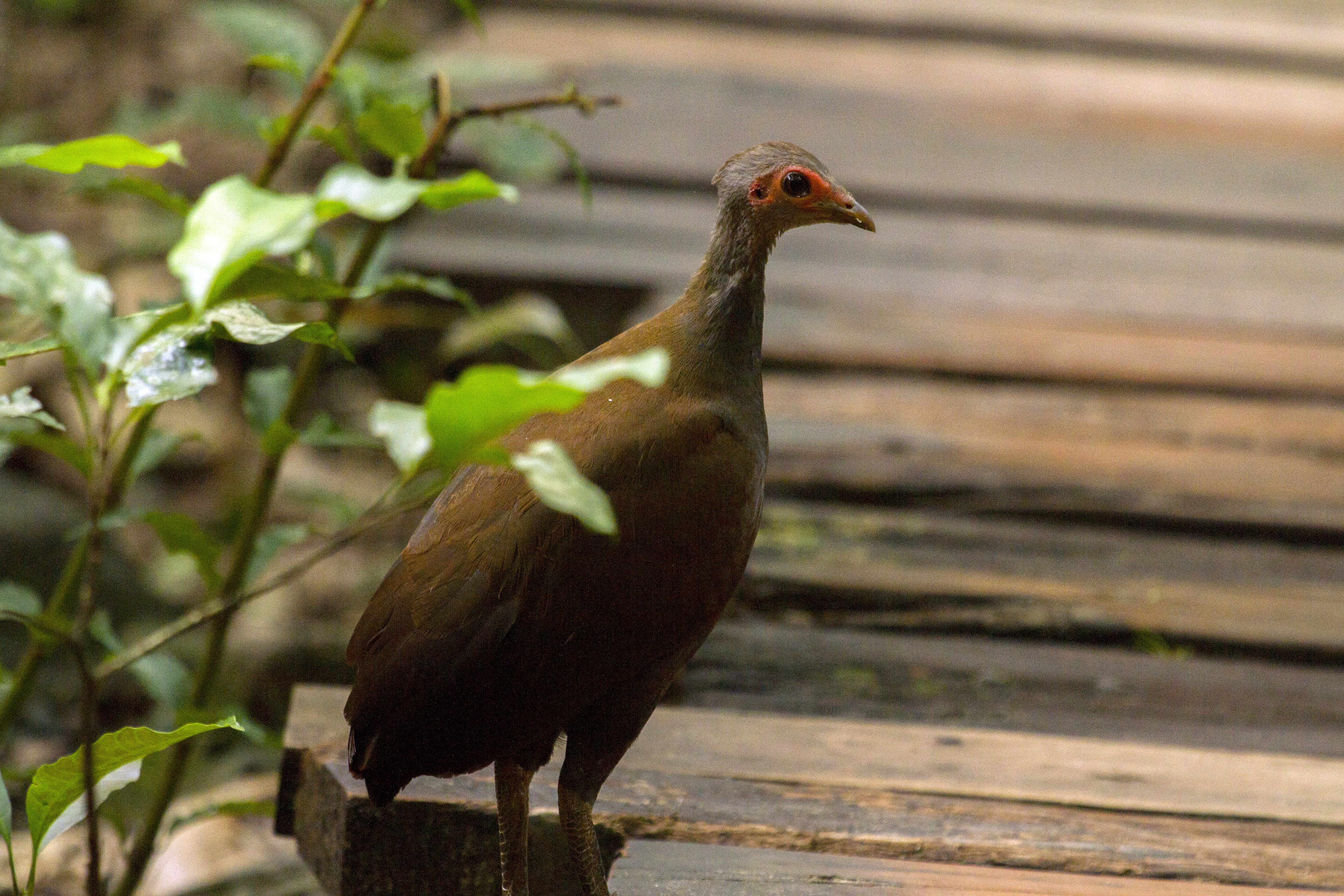
Megapodius cumingii cumingii op het eiland Palawan, Filipijnen.

Van het Filipijns boshoen zijn volgens de IOC World Bird List zeven verschillende ondersoorten bekend:
- Megapodius cumingii cumingii: Komt voor op eilanden voor de kust van Borneo en in de Filipijnen op Balabac, Palawan, de Calamianeilanden en de Sulu-eilanden.[4]
- Megapodius cumingii dillwyni: Komt voor op Luzon, Mindoro, Marinduque en de nabijgelegen eilanden.[4]
- Megapodius cumingii gilberti: Komt voor op Celebes en de Togian-eilanden.[4]
- Megapodius cumingii pusillus: Komt voor op het westen en oosten van de Visayas, het westen van Mindanao en de Basilan-eilanden.[4]
- Megapodius cumingii sanghirensis: Komt voor op de Sangihe-eilanden.[4]
- Megapodius cumingii tabon: Komt voor in het oosten van Mindanao.[4]
- Megapodius cumingii talautensis: Komt voor op de Talaudeilanden.[4]